# Мускат белый Ливадия
Муска́т бе́лый Лива́дия — марочное белое ликёрное вино, производимое крымским винодельческим предприятием «Ливадия», входящим в состав комбината «Массандра». Ранее выпускалось под маркой «Ливадия № 85» — «Мускат белый Десертный».

## Основные характеристики
Вино производится с 1892 года. Вино изготавливают из сорта винограда Мускат белый, который произрастает на Южном берегу Крыма между посёлками Форос и Никита. Используют только виноград достигший содержания сахара 33 %. Достижению необходимой концентрации сахара в винограде способствует его увяливание на кустах. 
Характеристики вина: содержание спирта 13 %, сахара 27 г/100 куб. см, титруемых кислот 3,5—6 г/куб. дм.
Цвет насыщенный, янтарный. Букет с утончёнными медовыми и изюмными оттенками. Вино выдерживают 2 года.

## Награды
На международных конкурсах вино награждено: 2 кубками «Супер Гран-при», 2 золотыми (одной из них на Втором международном конкурсе виноградных вин и коньяков в Ялте в 1970 году) и серебряной медалями. Среди них награда на конкурсе: «Брюссель» (1958).